# ثورة العبيد المسلمين في مالطا في 1749
ثورة العبيد المسلمين عام 1749 في مالطا (المعروفة باسم مؤامرة العبيد أو ثورة العبيد) هي مؤامرة فاشلة من قبل العبيد المسلمين في مالطة التي كان يحكمها هوسبيتالر للتمرد، واغتيال السيد الأكبر مانويل بينتو دا فونسيكا والاستيلاء على الجزيرة. كان قيام الثورة مقررًا في 29 يونيو 1749، ولكن سُربت الخطط إلى الحاكم قبل تنفيذها؛ فقُبض على المتآمرين وأُعدم معظمهم في وقت لاحق.

## خلفية
في منتصف القرن الثامن عشر، كان هناك حوالي 9000 من العبيد المسلمين في مالطا التي كان يحكمها هوسبيتالر. مُنح العبيد قدرًا كبيرًا من الحرية، حيث سُمح لهم بالتجمع للصلاة. وبرغم وجود قوانين تمنعهم من التفاعل مع الشعب المالطي، فأنها لم تُنفذ بانتظام. عمل بعض العبيد أيضًا كتجار، وسُمح لهم أحيانًا ببيع سلعهم في شوارع وميادين فاليتا.
وفي فبراير 1748، ثار العبيد الهنغاريين والجورجيين والمالطيين الموجودين على متن السفينة العثمانية لوبا وأخذوا أكثر من 150 سجينًا عثمانيًا، وكان من ضمنهم مصطفى باشا (أي لورد أو حاكم) رودس. ثم أبحروا السفينة التي استولوا عليها إلى مالطا، وأصبح السجناء عبيدًا. ومع ذلك، وُضع مصطفى قيد الإقامة الجبرية بناء على إصرار فرنسا بسبب التحالف الفرنسي العثماني، وأُطلق سراحه في نهاية المطاف. ثم اعتنق المسيحية وتزوج من امرأة مالطية فسُمح له بالبقاء في مالطا.

## المؤامرة
خطط مصطفى لتنظيم ثورة العبيد في 29 يونيو 1749. كان هذا اليوم هو عيد القديسين بطرس وبولس، وكان من المقرر الاحتفال بمأدبة في قصر غراندماستر في فاليتا. كان من المخطط أن يسمم العبيد الطعام في المأدبة وكذلك داخل النوادي والقصور الأخرى. وبعد المأدبة، ستقوم مجموعة صغيرة من العبيد باغتيال السيد الأكبر مانويل بينتو دا فونسيكا أثناء نومه، في حين سيقوم مائة من عبيد القصر بالتغلب على الحراس. ثم سيهاجمون سجن العبيد لتحرير المسلمين المتبقين، بينما يهاجم الآخرون فورت سانت إلمو ويأخذون الأسلحة من مستودعات الأسلحة. وسيرسل البكوات العثمانيون في تونس وطرابلس والجزائر أسطولًا يغزو مالطا عند تلقيهم إشارة من المتمردين.

## الاكتشاف وما بعده
اكتُشفت المؤامرة في 6 يونيو قبل ثلاثة أسابيع من حدوثها. التقى ثلاثة عبيد في مقهى في فاليتا لكسب دعم حارس مالطي للسيد الأكبر، ثم بدأوا في الشجار. سمع صاحب المحل الذي كان يُدعى جوزيبي كوهين سيرة الثورة في حديثهم، فأبلغ السيد الأكبر بهذه المعلومات. قُبض على العبيد الثلاثة، وكشفوا عن تفاصيل الخطة بعد تعرضهم للتعذيب.
اعتُقل القادة بعد ذلك، وحوكم وأعدم 38 منهم. وبحسب ما ورد فقد غير بعض المتآمرين ديانتهم وطلبوا المعمودية قبل أن يقتلوا. شُنق 125 آخرين في ساحة القصر في فاليتا، بينما وُضعت علامة بالحرف آر (تشير للمتمردين) على جباه ثمانية أفراد منهم، وحُكم عليهم بالخدمة في مطابخ السفن مدى حياتهم. وبناء على إصرار فرنسا، لم يعُدم مصطفى باشا الذي كان وراء الثورة، لكنه أعيد إلى رودس على متن سفينة فرنسية.

## التبعات
بعد إحباط المؤامرة، أبلغ السيد الأكبر بينتو سفرائه في أوروبا عن الأحداث. فأصبحت القوانين التي تقيد حركة العبيد أكثر صرامة. إذ لم يتمكنوا من الخروج من حدود المدينة، ولم يُسمح لهم بالاقتراب من أي تحصينات. كما لم يُسمح لهم بالتجمع في أي مكان باستثناء مسجدهم، وكانوا ينامون فقط في سجن العبيد. وعلاوة على ذلك، لم يتمكنوا من حمل أي أسلحة أو مفاتيح للمباني الحكومية.